# Elijah Higgins
Elijah Higgins (Tampa, 27 ottobre 2000) è un giocatore di football americano statunitense che milita nel ruolo di wide receiver per gli Arizona Cardinals della National Football League (NFL).

## Carriera

### Miami Dolphins
Al college Higgins giocò a football a Stanford. Fu scelto nel corso del sesto giro (197º assoluto) del Draft NFL 2023 dai Miami Dolphins. Fu svincolato il 29 agosto 2023.

### Arizona Cardinals
Il 30 agosto 2023 Higgins firmò con gli Arizona Cardinals. Debuttò come professionista subentrando nella gara della settimana 7 persa contro i Seattle Seahawks. Nel dodicesimo turno disputò la prima gara come titolare contro i Los Angeles Rams. La sua prima stagione si chiuse con 14 ricezioni per 163 yard e un touchdown in 11 presenze, 2 delle quali come titolare.